# Jacques Grüber
Jacques Grüber (Sundhouse, 25 gennaio 1870 – Parigi, 5 dicembre 1936) è stato un artista francese  maestro nella lavorazione del vetro.

## Biografia
Dopo aver studiato all'École des beaux-arts de Nancy, ottenne una borsa di studio dalla città di Nancy che gli consentì di frequentare i corsi di Gustave Moreau a Parigi.
Ritornò a Nancy nel 1893 dove iniziò ad insegnare all'École des beaux-arts prima di collaborare con la cristalleria Daum, realizzare dei disegni per il mobiliere Majorelle e delle copertine di libri per René Wiener.
Realizzò un proprio studio nel 1897 specializzandosi nella realizzazione di vetrate artistiche.
Si interessò a tutte le tecniche delle arti decorative prima di specializzarsi nella realizzazione di vetrate intorno al 1900.
Nel 1901 fu uno dei fondatori del movimento artistico della scuola di Nancy e fece parte del comitato direttivo.
Oggi è considerato il maestro vetraio più rappresentativo della scuola di Nancy e sue sono le vetrate della Chambre de Commerce et d'Industrie de Nancy, della Villa Majorelle e parte di quelle della Villa Bergeret. Ancora sue sono le vetrate della Galeries Lafayette di Parigi.
Nel 1914 si trasferì a Parigi stabilendo il suo studio a Villa d'Alésia nel XIV arrondissement.
Egli parteciperà alla decorazione del transatlantico Ile-de-France, occupandosi dell'illuminazione.

## Opere principali

### Vetrate

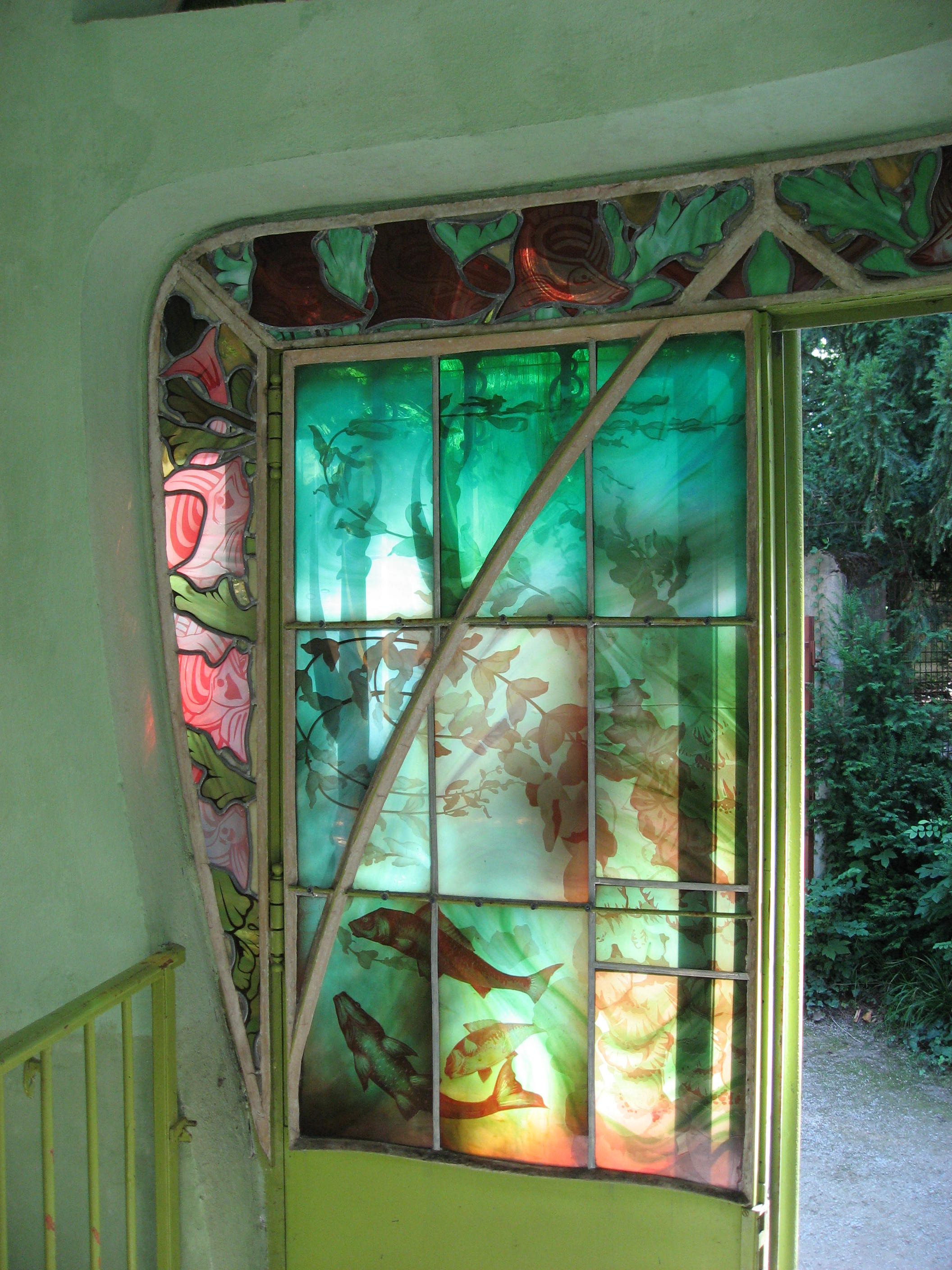
Vetrata di Jacques Gruber, Aquarium del Musée de l'École de Nancy
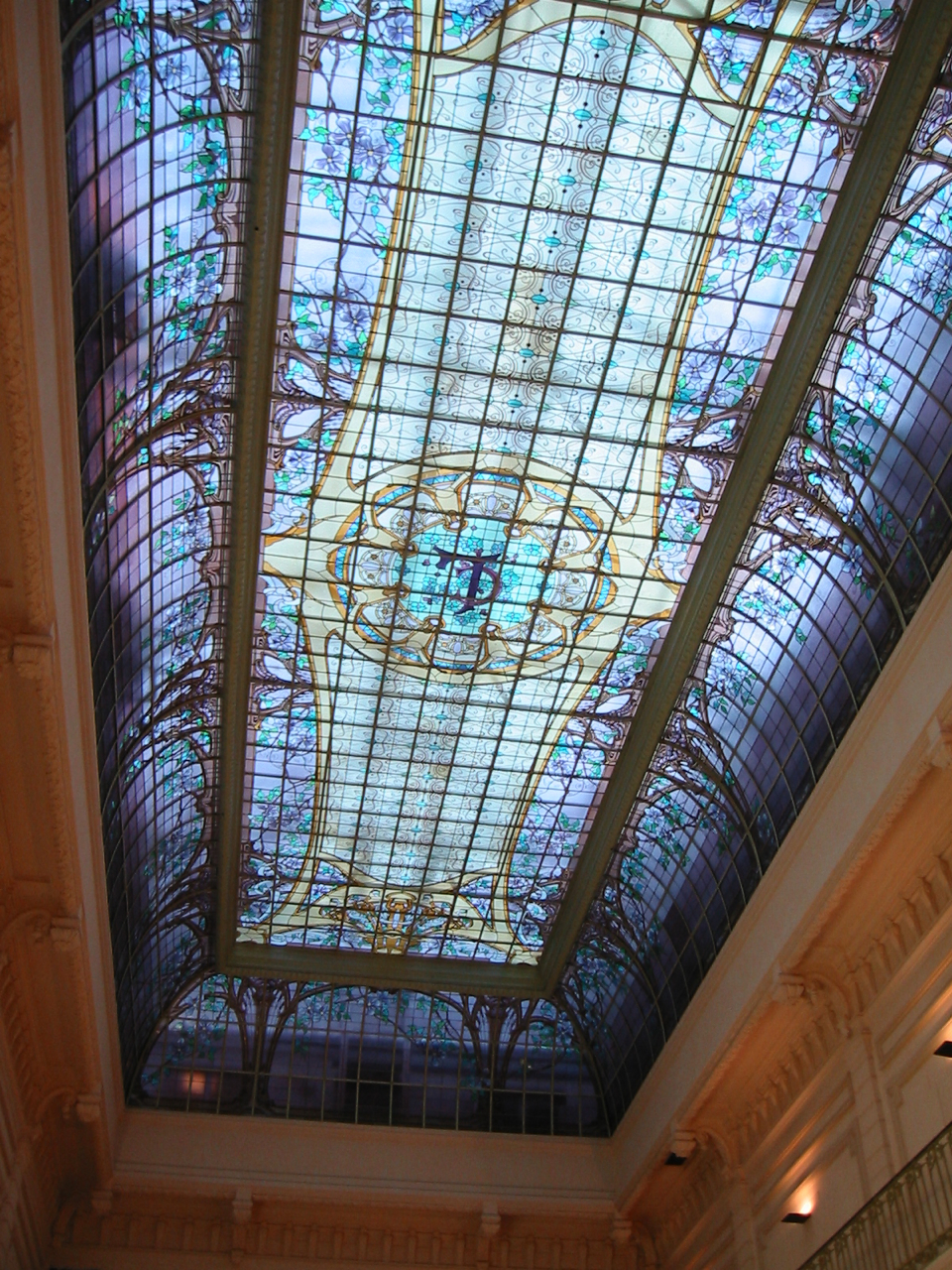
Vetrata di 250 m² del Crédit Lyonnais di Nancy
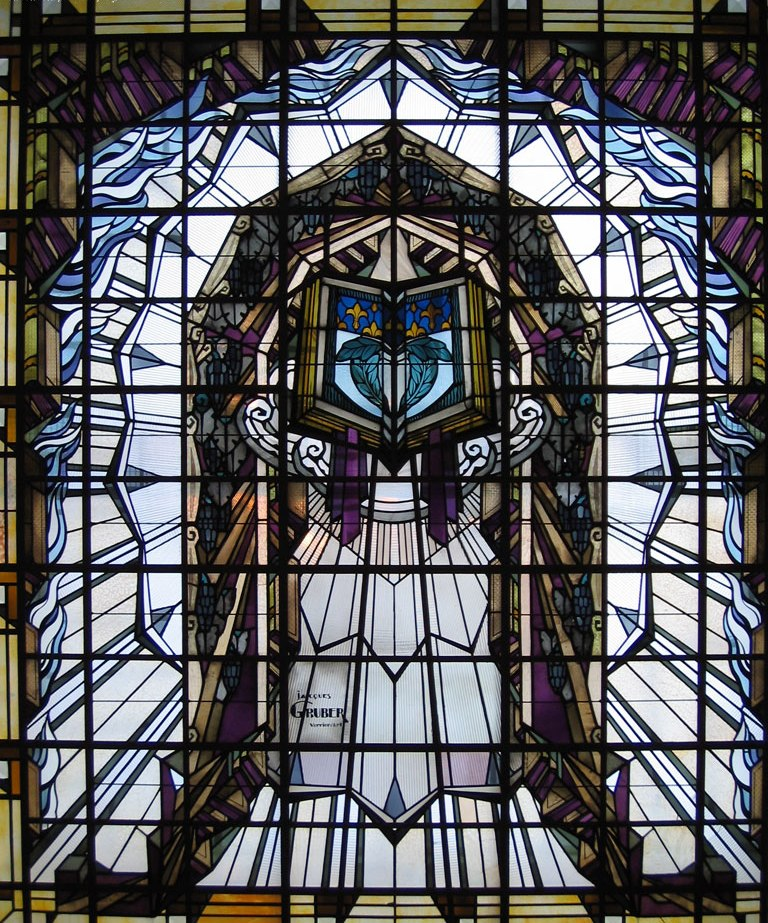
Vetrata del soffitto della sala di lettura della biblioteca Carnegie di Reims.
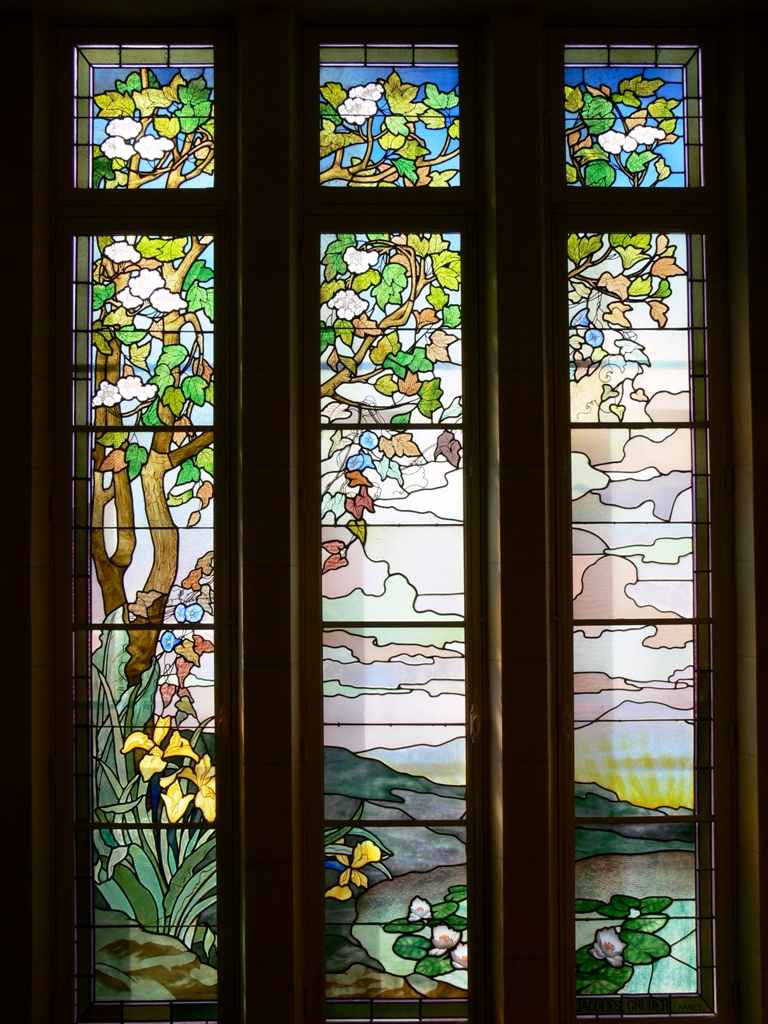
Vetrata della scalinata del municipio d'Euville
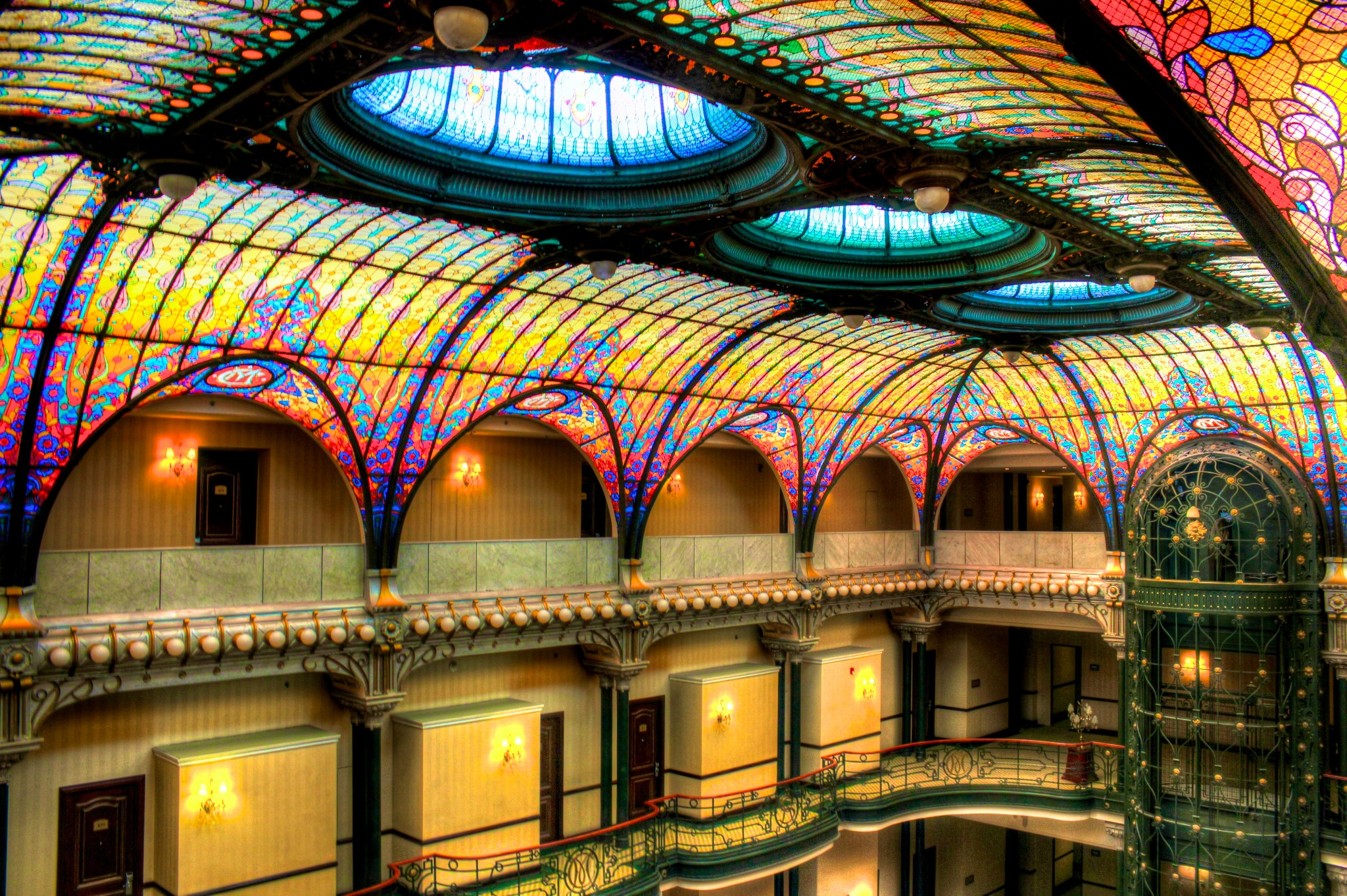
Gran Hotel di Città del Messico
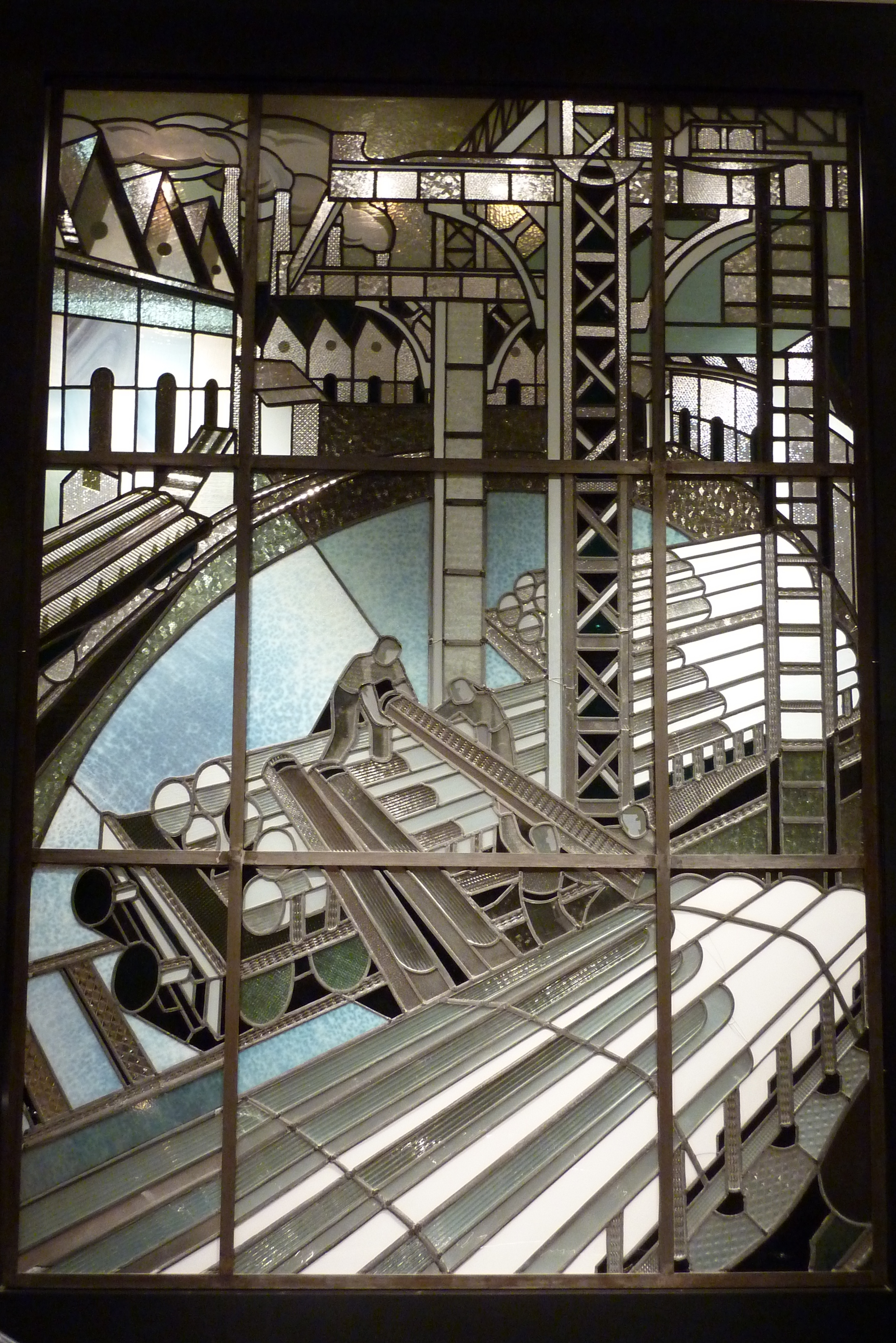
Parigi
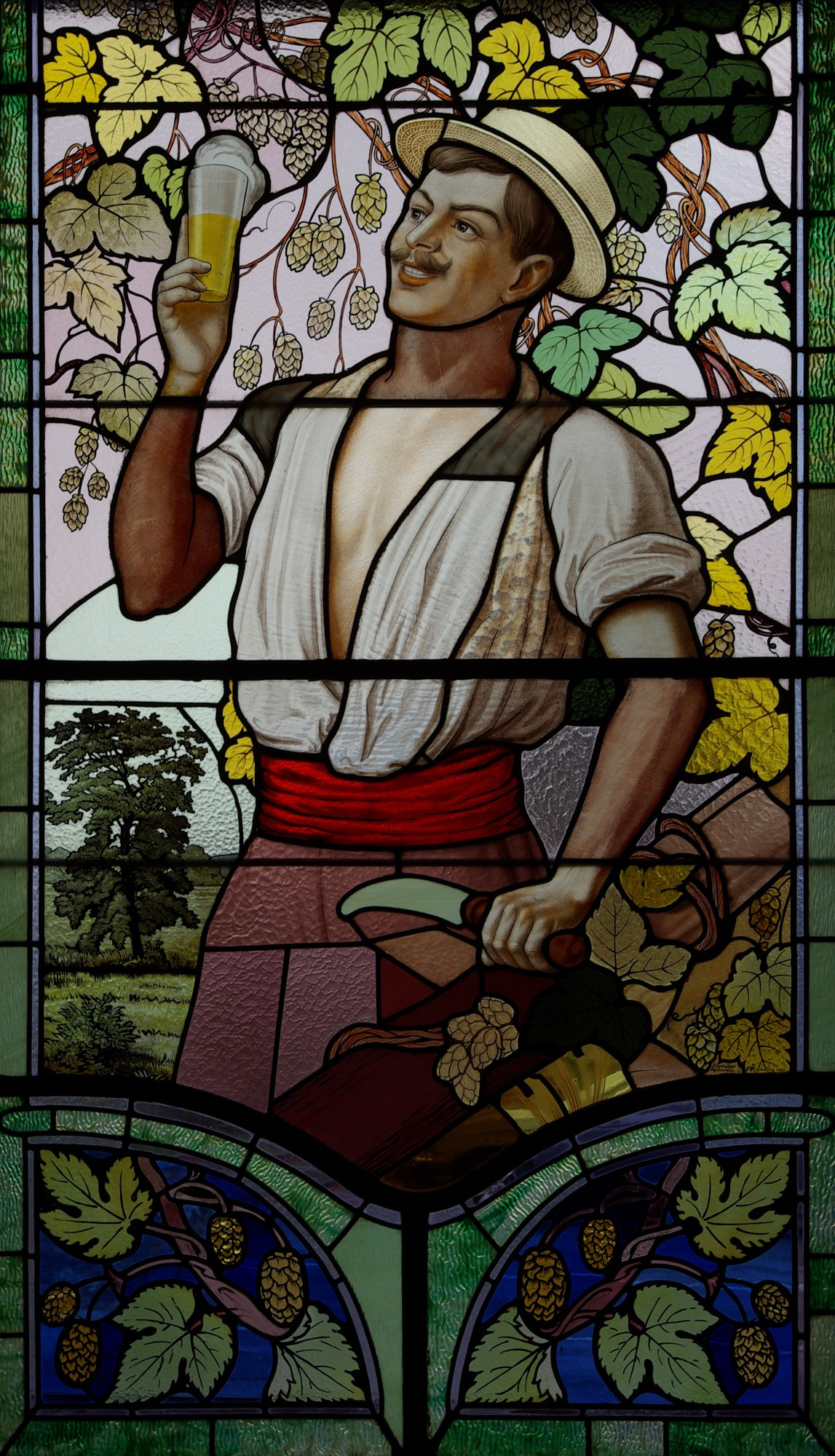
Saint-Nicolas de Port, Francia

- Vetrate del Musée de l'École de Nancy, (Sei diversi elementi: la vetrata raffigurante un volto femminile sulla porta d'ingresso, tetto in vetro a decoro di pigne, la parte centrale della cosiddetta veranda della sala, il tetto in vetro della scala, le vetrate «Luffas et nymphéas»  e le vetrate delle imposte della porta d'ingresso dell'aquarium).
- Vetrate del Crédit lyonnais de Nancy.
- Vetrate della Villa Majorelle, 1901-1902.
- Vetrate dell'Immeuble Georges Biet, 1901-1902.
- Vetrate del municipio d'Euville, 1901-1903.
- Vetrate della Maison du Docteur Paul Jacques, 1905.
- Vetrate Tiffany del Gran Hotel de la Ciudad de México, (grande magazzino all'epoca) -1908.
- Vetrate della Chambre de commerce et d'industrie de Meurthe-et-Moselle, ?-1909.
- Vetrate della Villa Bergeret.
- Numerose vetrate e restauri per le chiese della Lorena agli inizi del XX secolo.
- Vetrate del padiglione "Nancy et l'Est" all'esposizione della arti decorative di Parigi nel 1925.
- Vetrata della scalinata d'onore della sede delle fonderie di Pont-à-Mousson SA (Nancy, 1926-1928).
- Vetrate dell'Abbazia di Montbenoît (1927).
- Vetrate della Hall Fontenoy e del Ministère des Affaires sociales et de la Santé (1929-1930)
- Vetrate della chiesa Notre-Dame-du-Rosaire, Parigi. Le vetrate rappresentavano il rosario dedicato alla Vergine.
- Vitraux della basilica Notre-Dame de Brebières di Albert
- Vetrate della chiesa di Saint-Pierre de Lamotte-Warfusée (Somme).
- Vetrate della chiesa del Saint-Sépulcre, Montdidier.
- Vetrate della chiesa Notre-Dame de Lorette de Tilloloy (Somme).
- Vetrate della chiesa d'Ancerviller.

### Via Crucis
- 1926  - Via Crucis della chiesa di Clamecy[1]